# داتو

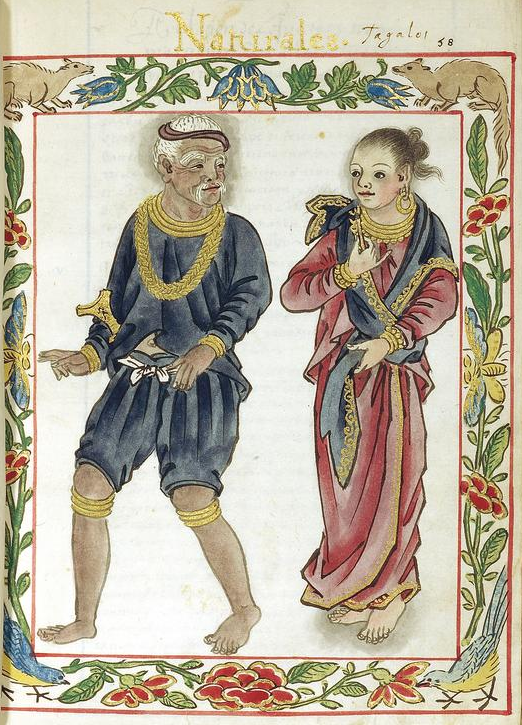
زوجان ما قبل الاستعمار ينتمون إلى داتو أو النبلاء في القرن 16.

داتو هو لقب للرؤساء والأمراء ذوي السيادة، والملوك في بيسايا ومينداناو ومناطق الفلبين. بالإضافة إلى لاكان (لوزون)، وآبو في وسط وشمال لوزون،

## ألقاب أخرى
سلطان وراجا هي الألقاب المستخدمة في الممالك الأم، وهي لا تزال تستخدم حاليا وخاصة في مينداناو وسولو. وهذا يتوقف على الهيبة السيادية للأمير،

## مقام
لقب داتو يمكن أن يتساوى تقريبا في أوروبا مع الدوق، أو النبلاء أو الكونت، أو البارون. في البلدات الكبيرة، التي أجرت اتصالات مع غيرها من الثقافات في جنوب شرق أسيا من خلال التجارة، أخذ بعض الداتو لقب راجا أو سلطان.